# Кућа Стевана Каћанског
Кућа Стевана Каћанског се налази у Симиној улици бр. 18, у Београду, на територији градске општине Стари град. Подигнута је у другој половини 19. века и представља непокретно културно добро као споменик културе.
Кућа у којој је живео песник Стеван Каћански (1830, Србобран -1900, Београд) је грађена као једнопородична зграда. Представља карактеристичан пример архитектуре са краја 19. века и сведочи о достигнутом нивоу стамбене културе Београда тог периода. Обликована је у маниру академизма и изведена класичном градњом.